# Oso (argot gay)

Bandera de la Comunidad Internacional de Osos, creada por Craig Byrnes en 1995.

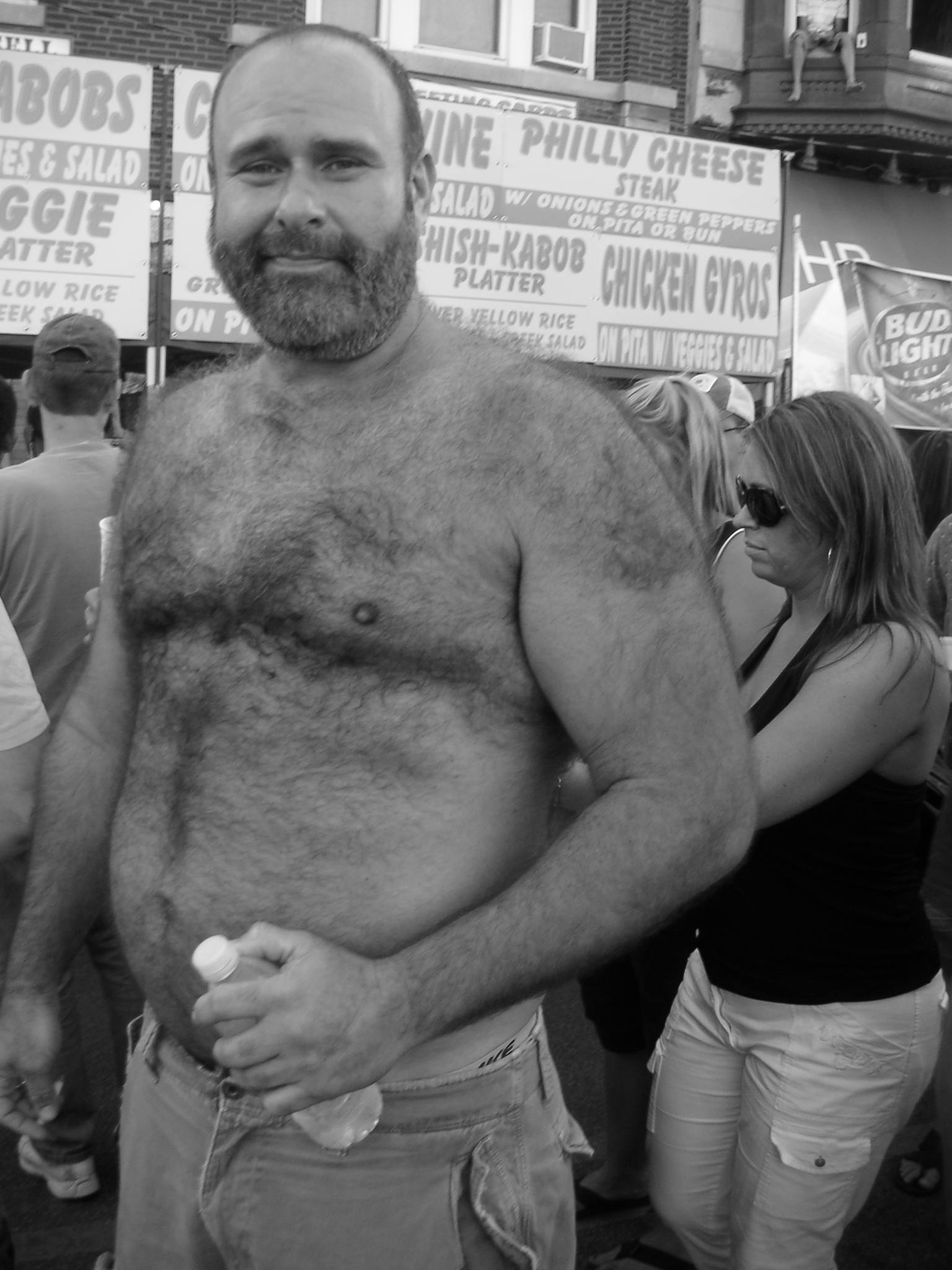
Se consideran o llaman osos a los hombres velludos, fuertes y fornidos, sobre todo a los que ya son maduros o mayores de edad

La comunidad de osos es una subcultura dentro de la comunidad gay. En el argot homosexual, se considera osos a los hombres (principalmente maduros) de cuerpo fornido y con abundante vello facial y/o corporal. En la comunidad de los osos maduros no todos cumplen con la definición de oso en todas sus condiciones; incluso algunos no poseen ningún parecido a sus rasgos físicos y simplemente se sienten atraídos por ellos y se identifican con su comunidad. Por ello existe una terminología propia para describir a sus miembros según sus características físicas de edad y peso corporal. 
Los osos cuentan con sus propios lugares de ocio y se organizan numerosos eventos orientados a esta comunidad homosexual en los que pueden entablar relaciones sociales con otros osos, con cachorros y chasers.
El concepto de oso puede funcionar como una identidad o una afiliación, y existe un debate en curso en las comunidades de osos sobre lo que constituye un oso. Algunos osos dan importancia a presentar una imagen masculina clara y pueden desdeñar o evitar a los hombres que exhiben afeminamiento, mientras que otros consideran que la aceptación y la inclusión de todos los tipos de comportamiento son un valor importante de la comunidad.

## Historia

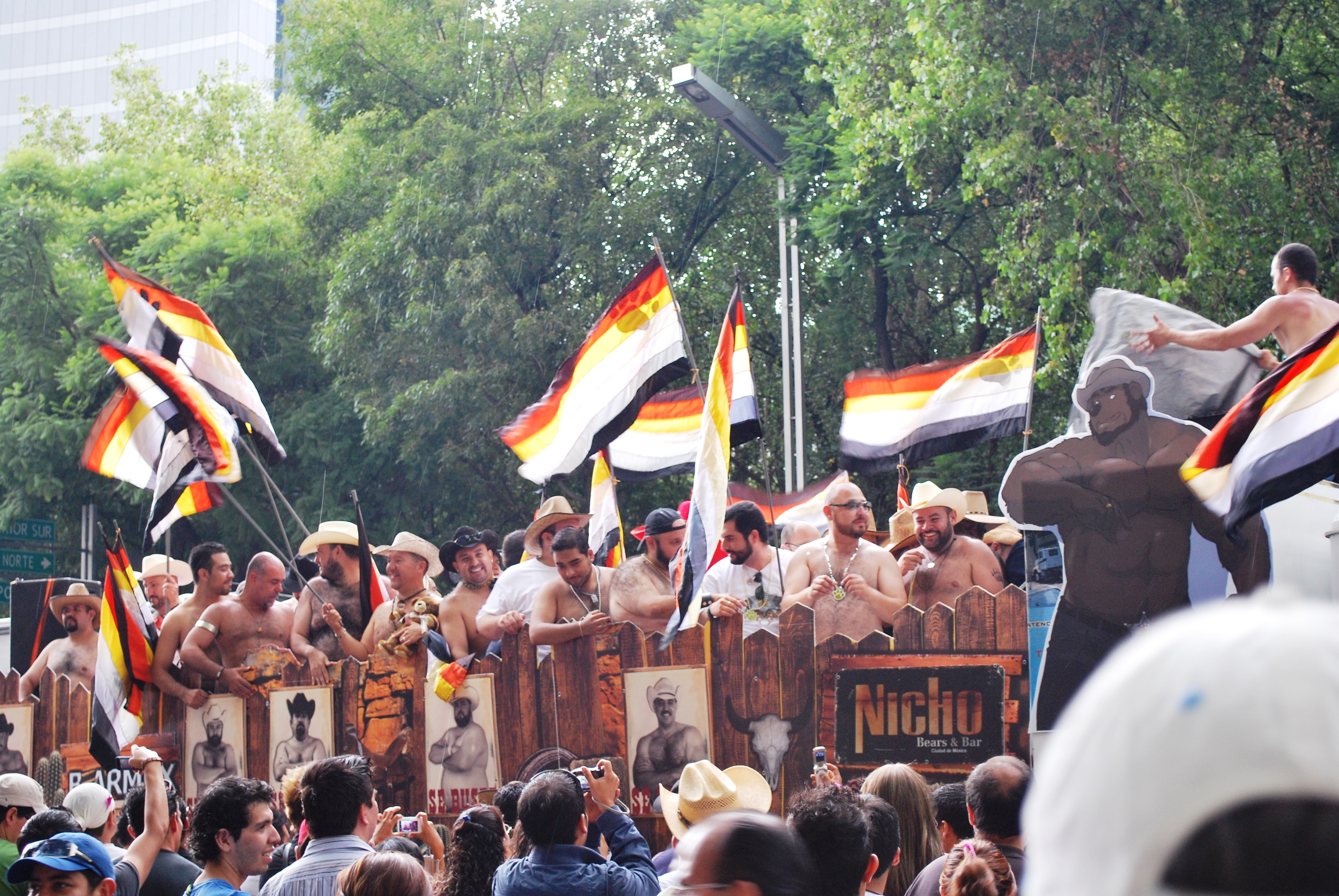
Osos en la Marcha Gay de la Ciudad de México de 2009.

George Mazzei escribió un artículo para The Advocate en 1979 titulado "Who's Who in the Zoo?" ("¿Quién es quién en el zoológico?") que caracterizó a los hombres homosexuales como siete tipos de animales, incluidos los osos.
A mediados de la década de 1980, los hombres homosexuales en el Área de la Bahía de San Francisco que se hacían llamar "osos" se conocieron informalmente en fiestas denominadas «Bear Hug» («abrazo de oso», creadas en 1987) y a través de la Internet emergente. El término oso fue popularizado por Richard Bulger, quien, junto con su entonces pareja Chris Nelson (1960-2006), fundó Bear Magazine en 1986. El 3 de julio de 1989 abrió en South of Market el bar Lone Star Saloon, que se convirtió en punto de encuentro de los osos en San Francisco.
Al comienzo del movimiento oso, algunos de ellos se separaron de la comunidad gay en general y formaron "clubes de osos" para crear sus propias oportunidades sociales y sexuales. Muchos clubes son grupos sociales poco organizados; otros siguen el modelo de clubes de moteros, con un estricto conjunto de estatutos, requisitos de membresía y organizaciones benéficas. Los clubes de osos a menudo patrocinan grandes eventos anuales como por ejemplo Southern HiBearNation en Melbourne, Bear Pride y Bear Essentials en Sídney, Bearstock en Adelaida, HiBearNation en San Luis (Misuri), SF Bear Weekend, CBL's Bear Hunt, Bear Pride en Chicago, Atlanta Bear Pride, Texas Bear Round Up (TBRU) en Dallas, Orlando Bear Bash, Bear Week en Provincetown (desde 2001), Sitges Bears Week (desde el año 2000) y Mad Bear en Madrid (creado en 2001), atrayendo visitantes regionales, nacionales e internacionales. Muchos eventos LGBT atraen a muchos seguidores de osos, como Southern Decadence en Nueva Orleans.
"Sociology of the Urban Gay Bear" ("Sociología del oso gay urbano"), escrito por Les K. Wright, fue el primer artículo que apareció impreso en la revista Drummer, editada por Jack Fritscher. Fritscher fue el editor fundador de California Action Guide de San Francisco (1982). Con California Action Guide, Fritscher se convirtió en el primer editor en publicar la palabra oso (con el significado de la cultura gay) en la portada de una revista (noviembre de 1982).
Además, con el productor Mark Hemry en 1984, Fritscher cofundó la pionera Palm Drive Video que presentaba entretenimiento homomasculino. Palm Drive Video se expandió en 1996 a Palm Drive Publishing, San Francisco. Para Palm Drive, Fritscher escribió, grabó y dirigió más de 150 videos. Su trabajo incluye imágenes documentales del primer concurso de osos (Pilsner Inn, febrero de 1987). Un concurso de osos es una característica de muchos eventos de osos, una especie de concurso de belleza masculino que otorga títulos y fajas (a menudo hechas de cuero) a los ganadores. Este metraje ya no está a la venta, ya que Fritscher se negó a cambiar al formato DVD y cerró la compañía de videos.
Un ejemplo de un concurso de osos fue International Mr. Bear, que anteriormente se realizaba cada febrero en el International Bear Rendezvous en San Francisco. Atrajo a concursantes, a menudo con títulos locales, de todo el mundo. El primer Mr. Bear Internacional se llevó a cabo en 1992, y el último se llevó a cabo en 2011. El concurso incluyó los títulos «Bear», «Daddy», «Cub» y «Grizzly» y el concursante que recibía la puntuación más alta ganaba el título de oso, independientemente de qué tipo era. Los "osos leather" ("leather bears") homosexuales han competido en concursos de cuero, y los "osos musculosos" ("muscle bears") son otra subcultura que se destaca por su masa muscular.
La Bandera de la Hermandad Internacional Oso es la bandera del orgullo de la comunidad de osos. Craig Byrnes creó esta bandera en 1995.
El Bear History Project, fundado por Les L. Wright en 1995, documentó el surgimiento y la evolución temprana de la identidad y la comunidad de osos. Se convirtió en el material de origen de gran parte de The Bear Book (1999) y The Bear Book II (2001). La publicación de The Bear Book llevó a la Biblioteca del Congreso de Estados Unidos a agregar "oso" como categoría. El Bear History Project está archivado en la Colección de Sexualidad Humana de la Universidad Cornell y continúa en crecimiento.

«Woof», bar de osos en Berlín.

La comunidad de osos se ha extendido por todo el mundo, con clubes de osos en muchos países. Los clubes de osos a menudo sirven como redes sociales y sexuales para sus miembros, quienes pueden contribuir a sus comunidades gay locales a través de la recaudación de fondos y otras funciones. Los eventos de osos se han vuelto muy comunes, para incluir ciudades más pequeñas y muchas áreas rurales. La mayoría de los campamentos orientados a los homosexuales ahora incluyen algún tipo de evento relacionado con los osos durante su temporada de funcionamiento.
La comunidad de osos constituye un nicho de especialidad en el mercado comercial. Ofrece camisetas y otros accesorios, así como calendarios y películas y revistas porno con íconos de osos, por ejemplo, Jack Radcliffe. Catalina Video tiene una línea con temática de osos, denominada "Furry Features Series" ("Serie de Presentaciones Peludas"). Otros estudios para adultos que cuentan con hombres tipo oso son Bear Magazine, 100% BEEF Magazine, BearFilms, Bear, Butch Bear, Raging Stallion y Titan Media. También hay sitios web de redes sociales y aplicaciones para teléfonos inteligentes que comercializan a los hombres de la comunidad de osos.
A medida que la comunidad de osos ha madurado, también lo ha hecho su música y literatura, así como otras artes, medios y cultura (no pornográficos). Los ejemplos incluyen Bearapalooza, un festival itinerante de música de osos; Bear Bones Books, un sello de la editorial LGBTQ Lethe Press, que comercializa títulos de ficción, no ficción y poesía escritos por y para osos; BearRadio.net, que transmite música de osos y LGBT y programas de podcast con temas de osos. "Bear Icons" ("Iconos de osos"), la primera exhibición de arte con el tema de los osos (1999-2002), realizó una gira por Boston, Provincetown, Nueva York y Washington D. C. y otros ofrecen artículos para la venta. A medida que más hombres homosexuales se han identificado como osos, más bares, especialmente bares de temática leather, se han vuelto amigables con los osos. Algunos bares atienden específicamente a clientes osos.

### América Latina

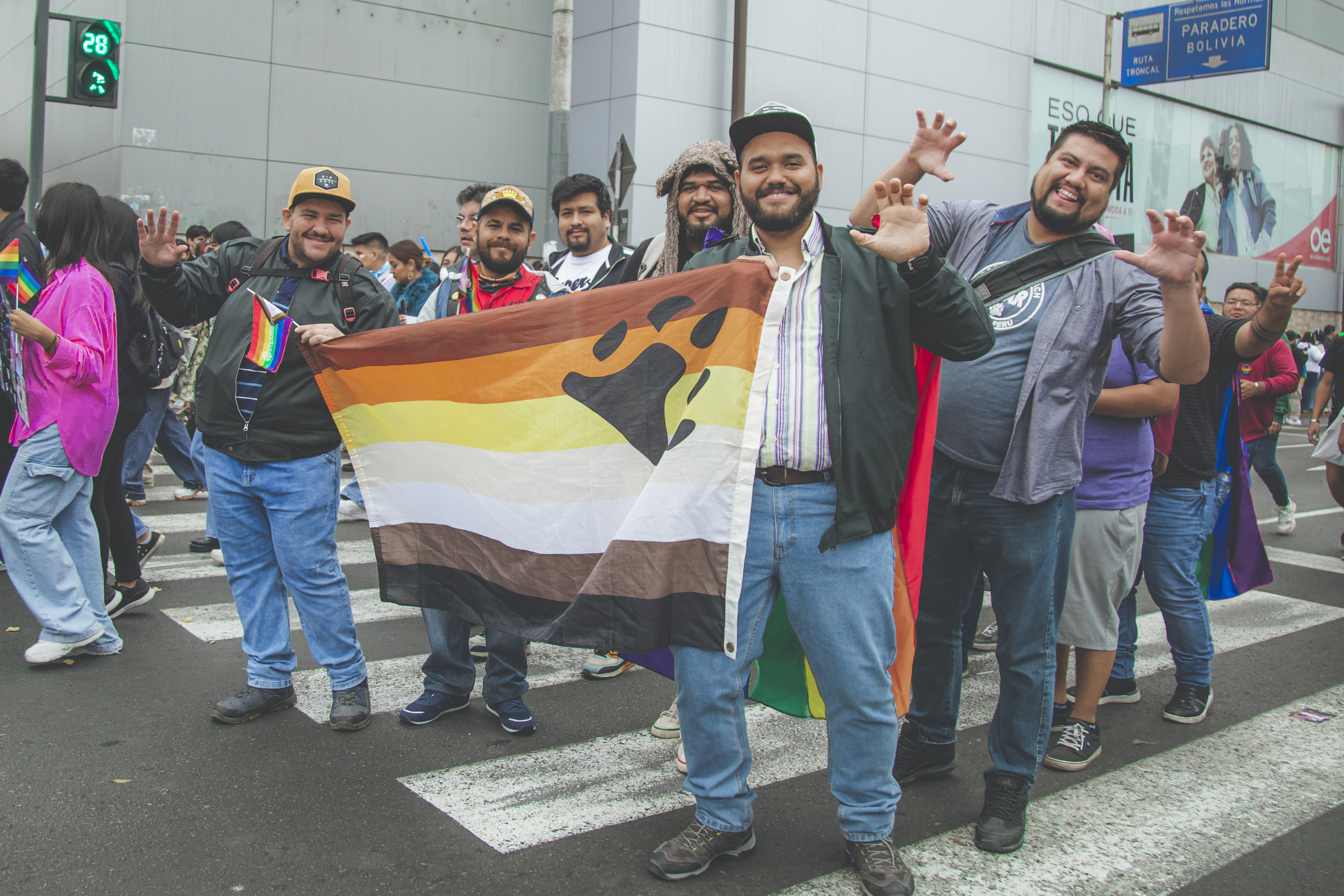
Osos en la Marcha del Orgullo LGBT de Lima de 2022.

En América Latina han surgido desde la década de 1990 distintas instancias de reunión de la comunidad de osos. El 2 de noviembre de 1997 fue fundado el Club de Osos de Buenos Aires, primera agrupación de Argentina destinada a agrupar a miembros de dicha subcultura. En Chile desde la década de 2000 han aparecido distintas agrupaciones —algunas con efímera vida— de osos, como por ejemplo ChileOsos (fundada en abril de 2006) o Club de Osos de Chile, y Bear44 y Boys & Bears (surgidas a inicios de la década de 2010). En Colombia, «Colosos» fue uno de los primeros bases de osos de Bogotá, inaugurado en 2005 en el barrio de Chapinero, mientras que en Brasil los bares «Eagle» y «Woof Bar» de São Paulo reúnen habitualmente a personas de la comunidad oso.

## Costumbres

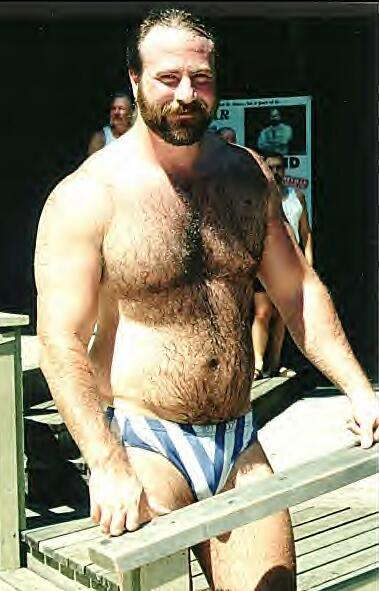
Jack Radcliffe, arquetipo e icono de los osos.

Además de las referencias físicas, los colectivos de osos suelen potenciar ciertos valores, o "una cierta actitud": la amistad, la solidaridad, lo masculino, la tolerancia y dar importancia a lo lúdico, son algunos de los valores que se encuentran a menudo en los ambientes de osos. Según este concepto el oso es una persona sociable que aprecia a sus amigos y familia, se acepta a sí mismo tal y como es, no se preocupa de los estereotipos marcados y no le importa lo que diga la sociedad.
El fenómeno osuno ha generado en la década de los noventa sus propias formas de organización, de imagen y de activismo. En la actualidad hay colectivos y bares de osos en muchos países del mundo. También en muchas ciudades se celebran reuniones periódicamente, llamadas quedadas, que por lo general duran todo un fin de semana, en las que hay fiestas y demás actividades lúdicas, y dan la oportunidad de conocer gente de otros lugares.
Se publican numerosas revistas (American Bear, Bear Magazine, Husky, etc.). Hay muchas páginas web de contactos dirigidas al colectivo. Y también hay productoras de películas porno dirigidas específicamente a este sector, con varias estrellas osos del porno, siendo quizá el más conocido Jack Radcliffe.
Se han rodado películas con osos como protagonistas y hasta se ha publicado un larguísimo ensayo analizando el fenómeno social de los osos: The Bear Book. Readings in the History and Evolution of a Gay Male Subculture (‘El libro de los osos, lecturas acerca de la historia y la evolución de la subcultura de los gáis’, en dos volúmenes), por Les Wright. 
Todos los años, y como tradición de la cultura osuna, se celebra en San Francisco el IBR (International Bear Rendezvous), una reunión con el objetivo de recoger fondos para ayudar a distintas organizaciones, y darse a conocer entre sí los clubes de osos de todo el mundo. Durante este fin de semana se realiza el concurso para elegir al Mr. Bear International, Mr. Cub International, Mr. Daddy International y Mr. Grizzly International. Los participantes son representantes de diversos clubes u organizaciones de osos de todo el mundo. En los últimos años ha habido ganadores del máximo galardón provenientes de España; han atravesado el Atlántico para poner muy en alto a los osos hispanoparlantes. Como ejemplos está Pedro Veral (Mr. Bear International 2006), Andrés Piedehierro (Mr. Bear International 2007) y Juan Viera (Mr. Cub International 2004), famosos también por sus campañas de prevención en contra del VIH/sida.

## Terminología

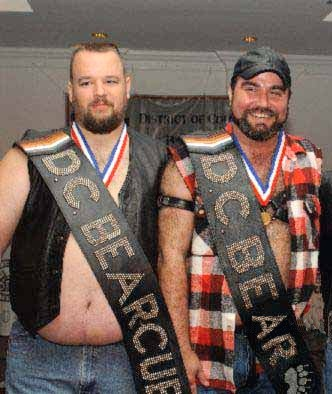
Mr. DC Bear Cub y Mr. DC Bear 2006

Alguna terminología de la comunidad de osos:
- Oso (en inglés bear): un hombre con barba y generalmente con vello en el cuerpo y de complexión fuerte o gruesa; generalmente de apariencia madura.
- Cachorro (en inglés cub): un hombre joven con apariencia y complexión de oso.
- Cazador (en inglés, chaser, lit. perseguidor): alguien que siente atracción por los osos y que no corresponde a los estereotipos físicos de oso ni de cachorro.
- Chubby o Chub (lit. gordito o regordete): hombre obeso, generalmente sin vello corporal.
- Muscle bear: oso musculado.
- Leather bear (lit. oso de cuero): oso que además gusta de vestir cuero negro, como marcan los cánones del fetichismo del cuero.
- Lobo (en inglés wolf): un hombre de complexión normal y velludo, generalmente rapado y con barba.
- Nutria (en inglés otter): un hombre pequeño o muy delgado y velludo
- Oso polar (en inglés polar bear): un hombre maduro con apariencia de oso pero muy canoso, con barba y cabellos prácticamente blancos.
- Papá oso (en inglés daddy bear): es un hombre grande y mayor que siente atracción por los hombres jóvenes (cachorros).
- Quedada: encuentro organizado de osos.

### Código de descripción
En los anuncios personales y perfiles de Internet, para describirse o indicar los gustos físicos, se utiliza un código de letras, números y signos, principalmente en los países anglosajones, conocido como Natural Bears Classification System, creado en 1989 por Bob Donahue y Jeff Stoner.
La primera letra es B mayúscula; significa barba y viene regulada con números del 0 al 9 que la siguen para indicar la longitud y densidad de la barba.
Las demás letras vienen seguidas de uno de estos signos: (--, -, +, ++, +++) para indicar en orden creciente la intensidad de la cualidad que se especifica, donde «--» indica nada en absoluto y «+++» muchísimo. Si no lleva signo detrás, la letra señala que la cualidad está en la media.
Las letras de cualidad y su significado son: f, fur (vello); t, talla; w, weight (peso); c, cachorro; d, daddy (papá oso); g, grope (indica el nivel de contacto físico); k, kinky (morbo); s, sexo monógamo (-) o promiscuo (+); m, músculos; e, tamaño del pene; h, behr (oso con bigote); r, si se prefiere la casa (-) o el exterior (+).
Los términos c y d además de la juventud o madurez pueden indicar la tendencia a ser protegido o protector en la relación, respectivamente.

### Cine

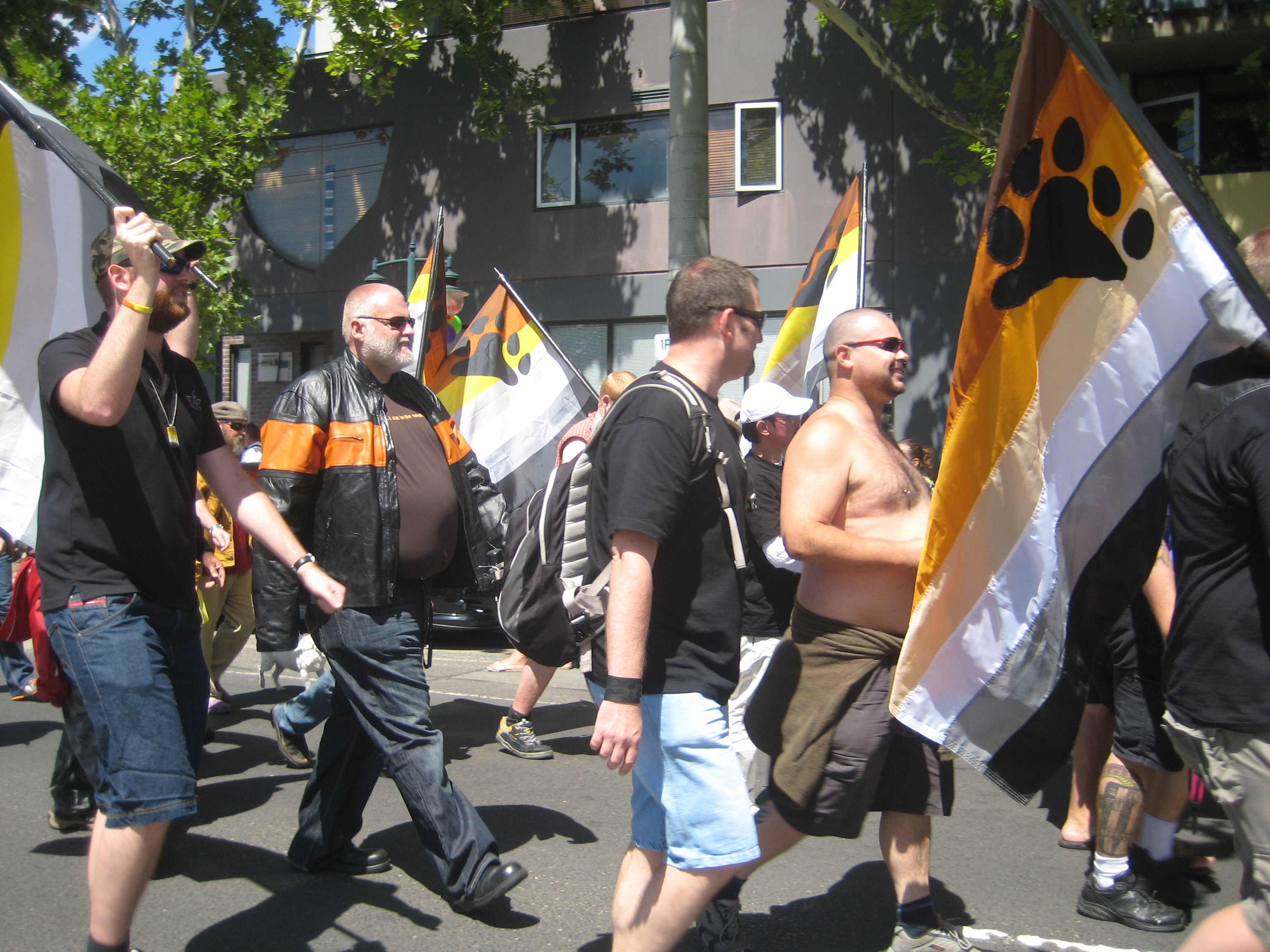
Osos desfilando en la marcha del orgullo de Melbourne de 2011.